# 我在這裡等你
《我在這裡等你》（英語：A Balloon’s Landing）是台灣2024年的電影，上映於2024年5月10日，由劉俊謙和范少勳領銜主演，並且由獲得金鐘獎迷你劇集／電視電影編劇獎的鄧依涵執導。

## 劇情
因涉嫌抄襲而一夕跌落神壇的香港失意作家天宇，在前往臺灣找尋記憶中的「鯨逝灣」時，意外遇上流氓阿翔，阿翔與天宇有種說不上來的似曾相識。

## 演員列表
- 范少勳 飾演 阿翔
- 劉俊謙 飾演 天宇
- 詹子萱 飾演 阿翔妹妹
- 林予晞 飾演 作家

## 發行
《我在這裡等你》2024年5月10日於臺灣正式上映，2024年5月15日於香港上映。臺灣票房4,923,610元。

## 外部連結
Facebook專頁